# Командний інтерпретатор
Командний інтерпретатор — програма, яка забезпечує взаємодію користувача з операційною системою.
Командний інтерпретатор звичайно підтримує командний рядок, змінні оточення, історію виконаних команд, власні конфігураційні файли. Основне призначення командного інтерпретатора полягає в виконанні команд користувача.
Командний інтерпретатор одночасно є середовищем програмування.

## Командні інтерпретатори
- command.com - в операційних системах DOS
- cmd - в операційних системах Windows
- sh - (Оболонка Борна) в операційних системах UNIX/Linux
- bash - в операційних системах UNIX/Linux
- csh - в операційних системах UNIX/Linux
- tcl - в операційних системах UNIX/Linux